# بيلي جوستين
بيلي جوستين (بالإنجليزية: Billy Heath)‏ (1 يناير 1869 ببرستل في المملكة المتحدة - ) هو لاعب كرة قدم بريطاني (وحمل سابقاً جنسية المملكة المتحدة لبريطانيا العظمى وأيرلندا) في مركز الهجوم. لعب مع نادي أرسنال ووولفرهامبتون واندررز وGravesend United F.C. ‏.

## وصلات خارجية
- بيلي جوستين على موقع قاعدة بيانات كرة القدم.إي يو (الإنجليزية)
- بيلي جوستين على موقع عالم كرة القدم.نت (الإنجليزية)